# Karl Wendling (Pianist)

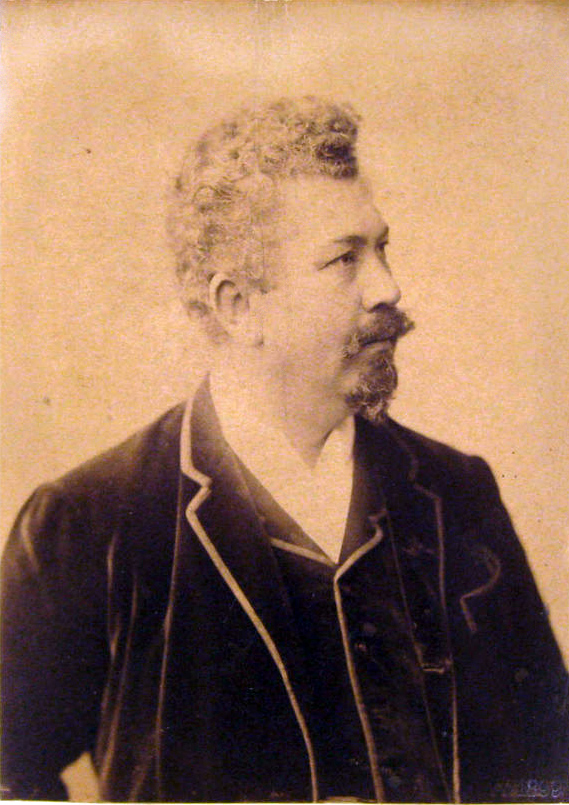
Karl Wendling auf einer Aufnahme des Leipziger Fotografen Georg Brokesch aus dem Jahr 1899

Karl Wendling (* 14. November 1857 in Frankenthal (Pfalz); † 20. Juni 1918 in Leipzig) war ein deutscher Pianist und Musikpädagoge.

## Leben
Wendling studierte am Konservatorium Leipzig, wo er auch seit 1884 als Lehrer wirkte. Er war als Konzertsolist berühmt und einer der Pianisten, die auf der Janko-Klaviatur virtuos waren. Am 16. Mai 1905 nahm er in Leipzig 13 Stücke für das Reproduktionsklavier Welte-Mignon auf.
| Personendaten    | Personendaten                                        |
| ---------------- | ---------------------------------------------------- |
| NAME             | Wendling, Karl                                       |
| ALTERNATIVNAMEN  | Wendling, Carl                                       |
| KURZBESCHREIBUNG | deutscher Pianist, Musikpädagoge und Hochschullehrer |
| GEBURTSDATUM     | 14. November 1857                                    |
| GEBURTSORT       | Frankenthal (Pfalz)                                  |
| STERBEDATUM      | 20. Juni 1918                                        |
| STERBEORT        | Leipzig                                              |